# Championnat d'Europe de concours complet d'équitation
Le Championnat d'Europe de concours complet d'équitation a lieu tous les 2 ans (années impaires), en alternance avec les Jeux olympiques et les Jeux équestres mondiaux.

## Histoire
Le premier championnat s'est tenu à Badminton en 1953, où six nations (la Grande-Bretagne, la France, l'Irlande, les Pays-Bas, la Suède et la Suisse) se sont engagées, bien que seules la Grande-Bretagne et la Suisse aient réussi à préparer leurs chevaux à temps pour prendre part à la compétition. Cependant, dix nations ont pu rivaliser lors de la compétition de 1959.
Les championnats européens de 1995 et de 1997 se sont tenus dans le cadre d'événements ouverts aux cavaliers non-européens (à Pratoni del Vivaro en Italie en 1995 et à Burghley en Angleterre en 1997) avec l'obtention de médailles pour les trois premiers cavaliers européens et pour les trois premières équipes.
La première femme à remporter la compétition a été Sheila Willcox en 1957, alors que les femmes n'ont pu participer aux Jeux olympiques en concours complet qu'à partir de 1964.
Il existe également un championnat européen pour les jeunes cavaliers, les juniors et les poneys.

## Format

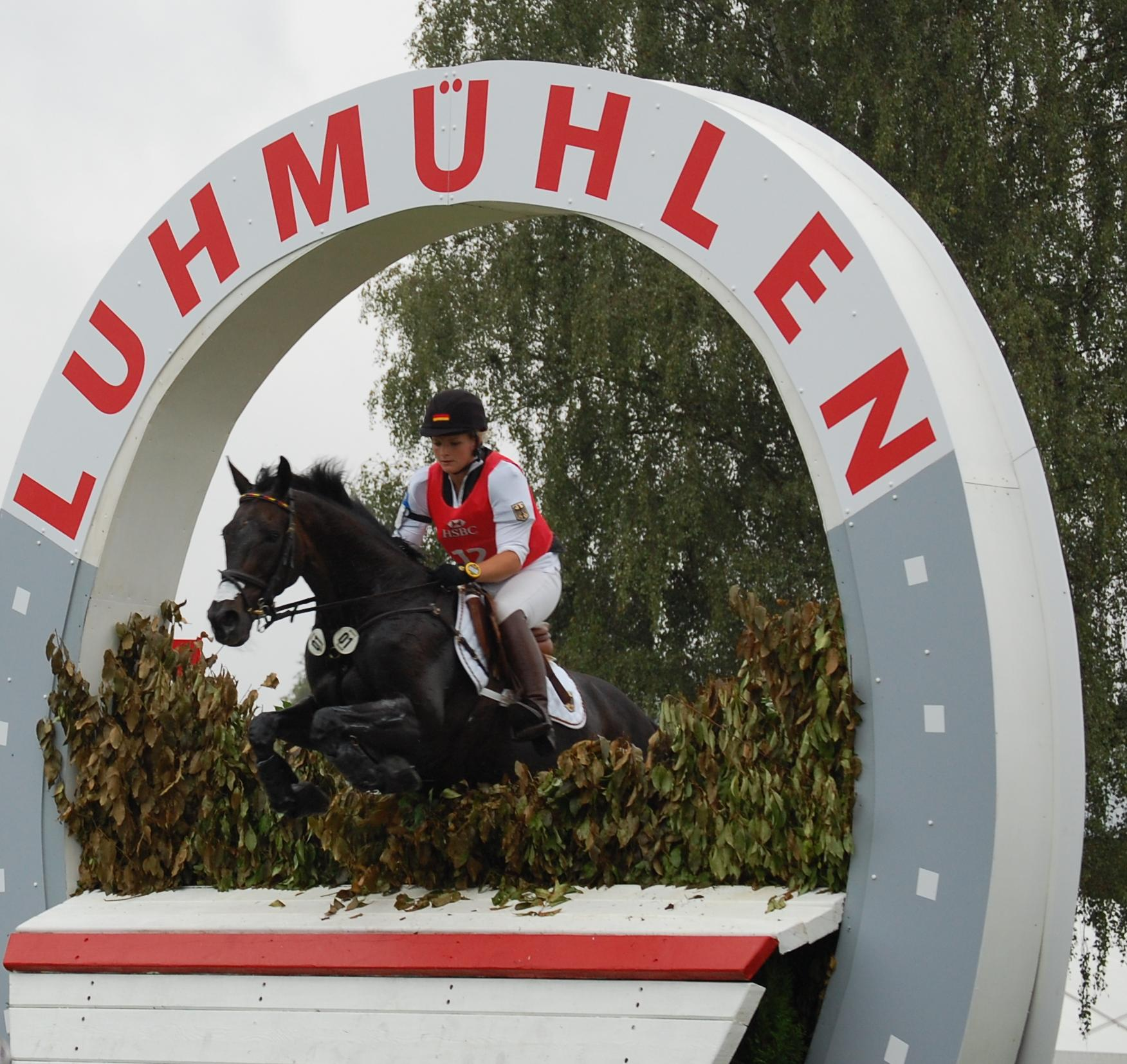
Une cavalière sur le cross des championnats en 2011

Les championnats offrent tant en équipe qu'en individuel des médailles d'or, d'argent et de bronze.
Chaque nation peut amener une équipe de quatre cavaliers et deux individuels. Les cavaliers concourant par équipe concourent également pour les trois médailles individuelles. Le pays d'accueil peut engager jusqu'à huit cavaliers en individuel, soit douze cavaliers au total pour son pays.
Les trois équipes ayant réalisé les meilleurs scores, soit les équipes ayant le nombre de points de pénalité le plus faible, reçoivent l'or, l'argent et des médailles de bronze. Cependant, une équipe doit avoir au moins trois cavaliers ayant achevé la compétition, ou bien l'équipe est éliminée. Si une équipe parvient à garder ses quatre cavaliers sur l'ensemble de a compétition alors le score le plus bas de l'équipe n'est pas pris en compte. Si trois cavaliers achèvent la compétition, alors l'ensemble des scores est utilisé dans le total final des points de l'équipe.
Depuis 2005, les championnats d'Europe de concours complet européens se déroulent sous un format court, sans les phases A, B et C (routiers et steeplechase) sur le jour d'endurance et de vitesse. Le nouveau format inclut seulement le dressage, le cross et le saut d'obstacles.
La compétition commence par une inspection du cheval afin de s'assurer que tous les chevaux concurrents sont en bonne santé avant le commencement du dressage. Les nations nomment ensuite l'ordre dans lequel elles souhaitent voir concourir leur équipe de quatre cavaliers, avant que l'ordre de passage ne soit déterminé. L'ordre de passage est particulièrement important lors de l'épreuve de cross, puisque les premiers concurrents ont une meilleure qualité de terrain, mais ne connaissent par contre pas comment le parcours se déroule, tandis que les concurrents postérieurs connaîtront les obstacles délicats sur le parcours, mais devront le réaliser sur un terrain abimé par les passages.

## Éditions
| N° | Édition | Ville hôte         | Pays hôte            | Champion individuel                                   | Nation championne    |
| -- | ------- | ------------------ | -------------------- | ----------------------------------------------------- | -------------------- |
| 1  | 1953    | Badminton          | Royaume-Uni          | Laurence Rook et Starlight Royaume-Uni                | Royaume-Uni          |
| 2  | 1954    | Bâle               | Suisse               | Albert "Bertie" Hill et Crispin Royaume-Uni           | Royaume-Uni          |
| 3  | 1955    | Windsor            | Royaume-Uni          | Francis Weldon et Kilbarry Royaume-Uni                | Royaume-Uni          |
| 4  | 1957    | Copenhague         | Danemark             | Sheila Willcox et High-Anf-Mighty Royaume-Uni         | Royaume-Uni          |
| 5  | 1959    | Harewood           | Royaume-Uni          | Hans Schwarzenbach et Burn Trout Suisse               | Allemagne de l'Ouest |
| 6  | 1962    | Burghley           | Royaume-Uni          | James Templer et M'lord Connolly Royaume-Uni          | Union soviétique     |
| 7  | 1965    | Moscou             | Union soviétique     | Marian Babirecki et Volt Pologne                      | Union soviétique     |
| 8  | 1967    | Punchestown        | Irlande              | Eddie Boylan et Durlas Eile Irlande                   | Royaume-Uni          |
| 9  | 1969    | Haras du Pin       | France               | Mary Gordon-Watson et Cornishman V Royaume-Uni        | Royaume-Uni          |
| 9  | 1971    | Burghley           | Royaume-Uni          | Princesse Anne et Doublet Royaume-Uni                 | Royaume-Uni          |
| 11 | 1973    | Kyiv               | Union soviétique     | Aleksandr Yevdokimov et Jeger Union soviétique        | Allemagne de l'Ouest |
| 12 | 1975    | Luhmühlen          | Allemagne de l'Ouest | Lucinda Green et Be Fair Royaume-Uni                  | Union soviétique     |
| 13 | 1977    | Burghley           | Royaume-Uni          | Lucinda Green et George Royaume-Uni                   | Royaume-Uni          |
| 14 | 1979    | Luhmühlen          | Allemagne de l'Ouest | Nils Haagensen et Monaco Danemark                     | Irlande              |
| 15 | 1981    | Horsens            | Danemark             | Hansueli Schmutz et Oran Suisse                       | Royaume-Uni          |
| 16 | 1983    | Frauenfeld         | Suisse               | Rachel Bayliss et Mystic Minstrel Royaume-Uni         | Suède                |
| 17 | 1985    | Burghley           | Royaume-Uni          | Virginia Leng-Holgate et Priceless Royaume-Uni        | Royaume-Uni          |
| 18 | 1987    | Luhmühlen          | Allemagne de l'Ouest | Virginia Leng-Holgate et Night Cap Royaume-Uni        | Royaume-Uni          |
| 19 | 1989    | Burghley           | Royaume-Uni          | Virginia Leng-Holgate et Master Craftsman Royaume-Uni | Royaume-Uni          |
| 20 | 1991    | Punchestown        | Irlande              | Ian Stark et Glenburnie Royaume-Uni                   | Royaume-Uni          |
| 21 | 1993    | Achselschwang      | Allemagne            | Jean-Lou Bigot et Twist La Beige France               | Suède                |
| 22 | 1995    | Pratoni del Vivaro | Italie               | Lucy Thompson et Welton Romance Irlande               | Royaume-Uni          |
| 23 | 1997    | Burghley           | Royaume-Uni          | Bettina Hoy et Watermill Stream Allemagne             | Royaume-Uni          |
| 24 | 1999    | Luhmühlen          | Allemagne            | Pippa Funnell et Supreme Rock Royaume-Uni             | Royaume-Uni          |
| 25 | 2001    | Pau                | France               | Pippa Funnell et Supreme Rock Royaume-Uni             | Royaume-Uni          |
| 26 | 2003    | Punchestown        | Irlande              | Nicolas Touzaint et Galan de Sauvagère France         | Royaume-Uni          |
| 27 | 2005    | Woodstock          | Royaume-Uni          | Zara Phillips et Toytown Royaume-Uni                  | Royaume-Uni          |
| 28 | 2007    | Pratoni del Vivaro | Italie               | Nicolas Touzaint et Galan de Sauvagère France         | Royaume-Uni          |
| 29 | 2009    | Fontainebleau      | France               | Kristina Cook et Miners Frolic Royaume-Uni            | Royaume-Uni          |
| 30 | 2011    | Luhmühlen          | Allemagne            | Michael Jung et La Biosthetique-Sam Fbw Allemagne     | Allemagne            |
| 31 | 2013    | Malmö              | Suède                | Michael Jung et Halunke Fbw Allemagne                 | Allemagne            |
| 32 | 2015    | Blair Castle       | Royaume-Uni          | Michael Jung et Fischer Takinou Allemagne             | Allemagne            |
| 33 | 2017    | Strzegom           | Pologne              | Ingrid Klimke et Horseware Hale Bob Old Allemagne     | Royaume-Uni          |
| 34 | 2019    | Luhmühlen          | Allemagne            | Ingrid Klimke et Hale Bob Allemagne                   | Allemagne            |
| 35 | 2021    | IENA Avenches      | Suisse               | Nicola Wilson et Dublin Royaume-Uni                   | Royaume-Uni          |
| 36 | 2023    | Haras du Pin       | France               |                                                       |                      |

## Tableau des médailles

### En individuel
Mis à jour après 2021.
| Rang  | Nation             | Or | Argent | Bronze | Total |
| ----- | ------------------ | -- | ------ | ------ | ----- |
| 1     | Royaume-Uni        | 19 | 21     | 15     | 55    |
| 2     | Allemagne          | 6  | 5      | 4      | 15    |
| 3     | France             | 3  | 1      | 1      | 5     |
| 4     | Irlande            | 2  | 0      | 2      | 4     |
| 5     | Suisse             | 2  | 0      | 1      | 3     |
| 6     | Union soviétique   | 1  | 2      | 1      | 4     |
| 7     | Danemark           | 1  | 0      | 0      | 1     |
| –     | Pologne            | 1  | 0      | 0      | 1     |
| 9     | Allemagne de l'Est | 0  | 4      | 6      | 10    |
| 10    | Suède              | 0  | 2      | 3      | 5     |
| 11    | Espagne            | 0  | 0      | 1      | 1     |
| –     | Pays-Bas           | 0  | 0      | 1      | 1     |
| Total | Total              | 35 | 35     | 35     | 105   |

### Par équipes
Mis à jour après 2021.
| Rang  | Nation             | Or | Argent | Bronze | Total |
| ----- | ------------------ | -- | ------ | ------ | ----- |
| 1     | Royaume-Uni        | 23 | 6      | 4      | 33    |
| 2     | Allemagne          | 4  | 3      | 1      | 8     |
| 3     | Union soviétique   | 3  | 3      | 0      | 6     |
| 4     | Allemagne de l'Est | 2  | 5      | 3      | 10    |
| 5     | Suède              | 2  | 2      | 4      | 8     |
| 6     | Irlande            | 1  | 4      | 5      | 10    |
| 7     | France             | 0  | 8      | 9      | 17    |
| 8     | Italie             | 0  | 1      | 2      | 3     |
| 9     | Pays-Bas           | 0  | 1      | 0      | 1     |
| –     | Suisse             | 0  | 1      | 0      | 1     |
| 11    | Belgique           | 0  | 0      | 3      | 3     |
| 12    | Pologne            | 0  | 0      | 1      | 1     |
| Total | Total              | 35 | 35     | 35     | 105   |

## Cavaliers les plus médaillés en individuel
| Rang | Cavalier              | Nation      | Or | Argent | Bronze | Total |
| ---- | --------------------- | ----------- | -- | ------ | ------ | ----- |
| 1er  | Michael Jung          | Allemagne   | 3  | 2      | 1      | 6     |
| 2e   | Virginia Leng-Holgate | Royaume-Uni | 3  | 0      | 0      | 3     |
| 3e   | Ingrid Klimke         | Allemagne   | 2  | 1      | 1      | 4     |
| 4e   | Lucinda Green         | Royaume-Uni | 2  | 1      | 0      | 3     |
| 5e   | Pippa Funnell         | Royaume-Uni | 2  | 0      | 1      | 3     |
| 6e   | Nicolas Touzaint      | France      | 2  | 0      | 0      | 2     |
| 7e   | Francis Weldon        | Royaume-Uni | 1  | 3      | 0      | 4     |
| 8e   | Ian Stark             | Royaume-Uni | 1  | 1      | 1      | 3     |
| 9e   | Princesse Anne        | Royaume-Uni | 1  | 1      | 0      | 2     |
| 9e   | Rachel Bayliss        | Royaume-Uni | 1  | 1      | 0      | 2     |
| 11e  | Bettina Hoy           | Allemagne   | 1  | 0      | 1      | 2     |
| 11e  | Hans Schwarzenbach    | Suisse      | 1  | 0      | 1      | 2     |